# Kepler-5b
Kepler-5b – planeta pozasłoneczna typu gorący jowisz, znajdująca się w konstelacji Łabędzia. Została odkryta w 2010 roku przez sondę Kepler.
Kepler-5b ma masę nieco ponad dwa razy większą od masy Jowisza oraz promień 1,43 RJ. Planeta ta obiega swoją gwiazdę Kepler-5 w ciągu około 3,55 dnia.
| Jowisz | Kepler-5b |
| ------ | --------- |
|        |           |